# 윤용하
윤용하(尹龍河, 1922년 3월 16일 ~ 1965년 7월 23일)는 대한민국의 작곡가이다. 황해남도 은율에서 태어났다. 종교는 천주교이며, 세례명은 요셉이다. 신경음악원을 졸업하고 동북고교 등에서 음악 교사로 일했다. 광복 후 박태현, 이흥렬 등과 함께 음악가 협회를 조직해 음악 운동을 전개하였고, 국민 가요인 〈민족의 노래〉, 〈해방절의 노래〉 등을 작곡하였다. 
대표작으로는 가곡에 〈보리밭〉, 〈도라지꽃〉 등이 있으며, 동요로는 〈나뭇잎배〉, 칸타타에는 〈조국의 영광〉과 〈개선〉이 있다.
서정적 멜로디가 그의 특색이고, 가난과 비극성 주벽 등이 그의 곁을 떠나지 않았으나, 가톨릭신자로서의 신앙과 순수성을 지니면서 암흑과 고뇌의 시대를 살다 간 작곡가였다.